# Janusz Grabowski (historyk)
Janusz Grabowski (ur. w 1958 w Mławie) – profesor nauk humanistycznych, polski historyk, mediewista, specjalista w zakresie nauk pomocniczych historii oraz archiwistyki, pracownik naukowy Archiwum Głównego Akt Dawnych w Warszawie, członek Mazowieckiego Zespołu Badawczego w Instytucie Historii PAN w Warszawie, członek Zarządu Towarzystwa Miłośników Historii w Warszawie.  

## Życiorys
Absolwent historii i archiwistyki Uniwersytetu Mikołaja Kopernika w Toruniu (uczeń prof. Kazimierza Jasińskiego). Ukończył Międzynarodowy Kurs Dyplomatyki i Paleografii Łacińskiej w Archivio di Stato di Bari (Włochy). W 1998 uzyskał stopień doktora na podstawie dysertacji Kancelarie i dokumenty książąt mazowieckich w latach 1341–1381. Ośrodki zarządzania i kultury, przygotowanej pod kierunkiem prof. K. Jasińskiego i obronionej, po śmierci tego uczonego, pod kierunkiem prof. Jana Pakulskiego. W 2013 uzyskał stopień doktora habilitowanego na podstawie rozprawy Dynastia Piastów mazowieckich. Studia nad dziejami Mazowsza, intytulacją i genealogią książąt mazowieckich. W 2024 r. otrzymał tytuł profesora nauk humanistycznych.
Naukowo zajmuje się genealogią Piastów oraz dziejami politycznymi, skarbowością i dworem książęcym na Mazowsza w okresie średniowiecza.  Prowadzi również badania z zakresu nauk pomocniczych historii, zwłaszcza dyplomatyki, paleografii, sfragistyki, edytorstwa oraz dziejów Warszawy i miast mazowieckich, kancelarii i elity umysłowej w średniowieczu. 

## Wybrane publikacje
W dorobku publikacyjnym J. Grabowskiego znajdują się m.in.:
- Między Polską, Luksemburgami, Litwą a Zakonem Krzyżackim. Uwagi nad zhołdowaniem Mazowsza przez Kazimierza Wielkiego, [w:] Europa środkowa i wschodnia w polityce Piastów, red. K. Zielińska-Melkowska, Toruń 1997, s. 121-138.
- Kolekcja Tomasza Niewodniczańskiego w Bitburgu, „Archeion", t. 97, 1997, s. 99-111.
- Kancelarie i dokumenty książąt mazowieckich w latach 1341-1381. Ośrodki zarządzania i kultury, Warszawa 1999.
- Z dziejów stosunków Polski z zakonem krzyżackim w Prusach (XIII-XVI wiek), Warszawa 2006.
- Ustrój i organizacja władz Starej i Nowej Warszawy w epoce książąt mazowieckich (XIV-XVI wiek), „Rocznik Warszawski", t. 36, 2008, s. 61-80.
- Grunwald 600 lat chwały, Warszawa 2010.
- Dynastia Piastów mazowieckich. Studia nad dziejami Mazowsza, intytulacją i genealogią książąt, Kraków 2012, wyd. 2, Kraków 2016.
- Dzieje archiwów polskich w okresie staropolskim, [w:] Archiwa wczoraj i dziś, red. K. Kozłowski, W. Stępniak, Warszawa 2012, s. 85-93.
- Elita umysłowa na dworze i w kancelarii książąt mazowieckich w okresie późnego średniowiecza (II poł. XV w. - 1526 r.) „Archeion" t. 115, 2014, s. 403-432.
- Kancelarie książęce na Mazowszu (do 1526 r.) [w:] Dyplomatyka staropolska, red. T. Jurek, Warszawa 2015, s. 213-252.
- "Annales seu cronicae" Jana Długosza jako źródło do genealogii Piastów, [w:] Jan Długosz (1415-1480) życie i dzieła, red. L. Korczak i in. Kraków 2016, s. 151-168.
- Wizerunki książąt i księżnych mazowieckich. Przyczynek do ikonografii władców Mazowsza, [w:] Kościół w Polsce a sąsiedzi, red. J. Grabowski, T. Rutkowski, Warszawa 2017, s. 63-84.
- The Masovian Metrica. Registry of the Masovian Principality, in. Polish Crown Metrica, Warszawa 2017.
- Poczet książąt i księżnych mazowieckich, Kraków 2019.
- Dzieje Makowa w czasach Piastów Mazowieckich, [w:] Dzieje Makowa Mazowieckiego, t. 1, red. J. Szczepański, Maków Mazowiecki-Pułtusk 2020, s. 17-85.
- Władysław Łokietek – odnowiciel Królestwa Polskiego, Warszawa 2020.
- Sojusznicy i rywale. Polityka Piastów mazowieckich wobec Władysława Łokietka, w: Władysław Łokietek – odnowiciel Królestwa Polskiego. Restaurator  Regni Poloniae, red. J. Grabowski, ks. W. Graczyk, H. Wajs, Warszawa 2021, s. 85-112.
- Dworzanie i pokojowcy księcia mazowieckiego Janusza II (1471-1495). Studium prozopograficzne, „Miscellanea Historico-Archivistica”, t. XXVII, Warszawa 2021, s. 7-36.
- Janusz II książę mazowiecki pretendent do tronu polskiego (1455-16 lutego 1495), Kraków 2023.
- Matricularum Regni Poloniae Summaria, pars V Sigismundi Augusti regis tempora complectens (1548–1572), volumen 1–2. Index personarum et locorum, contexuerunt: J. Grabowski, M. Kulecki, Varsoviae 2023.
- Rachunki Janusza II księcia mazowieckiego z lat 1477-1485, 1487-1490, wyd. Janusz Grabowski, Kraków 2024.
- Inkorporacja Mazowsza do Królestwa Polskiego w okresie panowania Jagiellonów. Zarys problematyki, [w:] Człowiek twórcą historii, t. 2, red. K. Mikulski, Z. Noga, Białystok 2024, s. 91-114.